# 王常裕
王常裕（1904年8月—1984年6月25日），字功綽。奉天省瀋陽縣人。民國37年（1948年）在瀋陽市選區當選第一屆立法委員

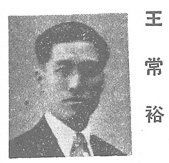
满洲国時期的王常裕

## 生平[1][2][3][4][5]
- 奉天省立第四中學畢業
- 北平民國大學畢業
- 民國十二年（1924年）二月以來出任满铁、满洲国的职务：安奉鐵路警察局、奉天商埠警察局、奉天財政廳、黑龍江省清鄉局同全省警務處同省警務廳同省湯原縣警務局長、遜河縣警務局長、呼瑪縣警務局長，满洲国康德四年任遜河縣長
- 中华民国瀋陽院轄市副議長
- 民國73年6月25日病逝[6]